# アイアングランマ
『アイアングランマ』は、NHK BSプレミアム「ザ・プレミアム」枠で2015年1月10日から2月14日まで毎週土曜22:00 - 22:49に放送されたテレビドラマ。全6回。主演は大竹しのぶと室井滋。
元特殊捜査官の「おばあちゃん」二人が繰り広げる、アクションとコメディーがちりばめられたコメディドラマ。
第2弾となる『アイアングランマ2』が、NHK BSプレミアム「プレミアムドラマ」枠で2018年6月3日から7月8日まで毎週日曜22:00 - 22:49に放送された。全6回。

## あらすじ
アイアングランマ
塩谷令子（大竹しのぶ）は、60代で、私立学校のダメな男性経営者と付き合い、理事になったおばあさん。佐藤直美（室井滋）も60代の女性、平凡な家庭のおばあさんで、小学生の孫がいる。

何の接点も無い生活を送っている二人であるが、令子が新入生の親向けの説明会で理事として説明をしはじめると、そこに直美が保護者として来ていた。直美の孫が、令子の経営する学校に入学してきたのである。互いの姿を見て一瞬 妙な目つきになる二人。だが学校の経営者と子供の保護者として会話をする二人。

二人はどちらもただの平凡な「おばあちゃん」なのだが、実は、令子と直美は、外交関連の諜報活動の特殊捜査官であった過去を持っていた。二人ひと組でまるでスパイ映画に登場するスパイのような捜査活動を行い、「ソルト＆シュガー」というコードネームまで持っていて、その世界で「ソルト＆シュガー」と言えば知らぬ者はいないほどの凄腕の二人、一緒に戦った戦友だったのである。ただし、最後に特殊活動を行ってからブランクがすでに20年にもなっていた。令子のパートナーのダメ男も、直美の娘夫婦も孫も、二人にそんな凄い過去があったなどということは全然知らずにいた。平凡な人間のフリをして一般社会に溶け込んで周囲の人々をうまく欺いて暮らしていた二人が、20年ぶりにひょんなことで再会してしまったのである。

二人は人の眼がある場ではとりすましていたが、後に二人きりになると、ひさしぶりに再会したというのに ひどく毒舌で意地悪な言葉を浴びせあって（＝意地悪ばあさん）、険悪な雰囲気になるばかりであった。

ところで、平凡なおばあちゃんに見える二人ではあるが、令子のほうは自分が経営に参加している私立学校で、ちょっとしたプロジェクトをネタにして公的助成金を引き出し、ちゃっかりその金を「抜いて」私腹を肥やそうとたくらんでいた。が、もしも学校で不祥事が起きたら助成金は出せない、と担当の役人から釘をさされ、その点には気を揉んでいる状態だった。直美のほうも、平凡そうでも孫が小学校に馴染めず登校拒否ぎみで、心を痛めていた。元特殊捜査官と言っても、それなりにおばあちゃんらしい悩みがあるのだ。

ある日、直美の隣に引っ越してきた3人家族（夫婦と、小学生の娘）と直美の家族が親しくなり、孫はその娘と友達になり、ちょうどその女の子が孫と同じ学校に通うことになり、それをきっかけとして孫は学校へ行くことが好きになり、直美はおばあちゃんとして心から喜んだ。

数日後、直美は家事をしているが、隣の家の付近の路上に車が停車したもののそれが妙な気配を伴っていることに気づく。元特殊捜査官の研ぎ澄まされた感覚が、普通の人なら気付くことができないようなかすかな異常のしるしまで感じ取ったのだ。すかさず不審者の手掛かりを記録し、かつての特殊捜査の人脈を使いそれを調査させた結果、隣家の主人が実は機密情報を某国に売ろうとしており、その件で一家が狙われ拉致される可能性が高まっていることを知る。

このままでは、隣の家の娘も拉致されるなど危害が加えられ学校に通えなくなる。そうなると、その娘のおかげでせっかく学校に通えるようになった直美の孫は、ふたたび登校拒否になってしまう、ということに気づき、愛しい孫のために隣の一家を守ろうと考える。令子は令子で、もしも学校の生徒や家族が拉致されるなどの事件が起きたらそれが不祥事と見なされせっかくの助成金がもらえなくなってしまうと気付き、生徒の一家を守る必要を感じた。

こうして二人の利害が一致した。二人は20年ぶりに「ソルト & シュガー」を再結成し、新たな戦いに挑んでゆく。

アイアングランマ2

## 登場人物

### 主要人物
塩谷令子（ソルト）
演 - 大竹しのぶ
私立学校「慶陽学園」の理事。実は元特殊捜査員で、コードネームは「ソルト」。
佐藤直美（シュガー）
演 - 室井滋
平凡な家庭のおばあさん。実は元特殊捜査員で、コードネームは「シュガー」。
七味平四郎
演 - 加藤晴彦
塩谷と佐藤のかつての後輩。あだ名は「七味」。
二階堂宗典
演 - 羽場裕一
私立学校「慶陽学園」のダメ経営者（令子のパートナー）。
佐藤満寿夫
演 - 蟹江一平
朋美の夫。通称「マス夫さん」。
第2弾では海外勤務。
仁科マキ江
演 - 峯村リエ（第2弾）
令子の小学校のイジメ対策プロジェクト責任者。教育省より出向のカウンセラー。
野長瀬定幸
演 - 大倉孝二（第2弾）
謎の男。
東善男
演 - 八嶋智人（第2弾）
謎のタクシー運転手。
高梨洋一朗
演 - 筒井道隆
直美の隣家の主人。機密情報を某国に売ろうとしている（第1・2話）。
時田邦明
演 - 柄本明
元特殊捜査組織の男。情報提供屋。

### 佐藤家
佐藤朋美
演 - 木乃江祐希
直美の娘。
佐藤裕太
演 - 二宮慶多
直美の孫。

### 高梨家
高梨さつき
演 - 林田麻里
洋一朗の妻。
高梨チカ
演 - 信太真妃
洋一朗とさつきの娘。

### 慶陽学園
三橋
演 - 康喜弼
教頭。
星野由実
演 - 梅舟惟永
裕太の担任。
年上の女性から言い寄られると弱いところがある。
花岡考晴
演 - 大塚ヒロタ
教師。
（役名不明）
演 - 安藤聖
教師（第1・2・5話）。
下平純子
演 - 粟田麗
転校生の母（第1話）。
駒井安子
演 - 神野三鈴
カウンセラー（第3 - 6話）。
第2弾ではヨーロッパ親善大使として活動中。
柳沢
演 - 斎藤歩
国会議員。雄星の父。
柳沢雄星
演 - 岩田龍門
柳沢の息子。
柳沢美樹
演 ‐ 占部房子
雄星の母。
沢口大樹
演 - 橋爪颯良
裕太のクラスメイト。
礼央
演 - 佐藤和太
裕太のクラスメイト。
河本ライト
演 - 田代輝
裕太のクラスメイト。

### その他
小野寺富貴夫
演 - 吉家章人
工作員。
古畑冴美
演 - コトウロレナ
工作員。
木暮
演 - 神戸豊
工作員。
辻政夫
演 - 西村元貴
バーの店員。
讃井信蔵
演 ‐ 菅原永二（第2弾）　
時田の上司。

### ゲスト（第1弾）
野田
演 - 野間口徹
教育省の役人（第1話）。
（役名不明）
演 - 太田彩乃
バーのタップダンサー（第2話）。
（役名不明）
演 - 時任三郎
令子を乗せたタクシー運転手（第3話）。
（役名不明）
演 - 越村友一
囮の運び屋（第3話）。
青島奈々
演 - 森田涼花
女子大生。運び屋（第3・4話）。
葉月亜里砂
演 - 尾藤亜衣
青島奈々の友人。犬飼の手先（第3・4話）。
（役名不明）
演 - 井坂俊哉
青島奈々を襲った女装男（第4話）。
草野
演 - 二階堂智
ピンクトラップの標的となった企業の副社長（第4話）。
桑原茂
演 - 日向丈
草野の会社の専務。女装男の雇い主（第4話）。
小橋豊
演 - 永瀬匡
葉月亜里砂の友人（第4話）。
犬飼拓磨
演 - 加藤雅也
風雲文芸社の編集者（第3・4話）。
中原昌江
演 - 高森ゆり子
料理研究家（第5話）。
関塚
演 - 矢柴俊博
探偵（第5話）。
国実満
演 - 信太昌之
国会議員（第5・6話）。
国実ミホ
演 - 国分佐智子
国実の妻。元タレント（第5・6話）。
水川八千代
演 - 梅沢昌代
国実ミホの実母（第5・6話）。
関谷桃子
演 - 関谷桃子（本人役）
国実ミホの事故を伝えるリポーター（第5・6話）。

### ゲスト（第2弾）
有賀高志
演 ‐ 宅間孝行
朝倉彩香
演 ‐ 梅宮万紗子
滝岡隆仁
演 ‐ 永岡佑
室田唯
演 ‐ 柳ゆり菜
佐久間真也
演 ‐ 松本利夫
荻沼ナツ
演 ‐ 新山千春
坂上欽二
演 ‐ 綾田俊樹
二階堂貞子
演 ‐ 宍戸美和公
藤堂修治
演 ‐ みのすけ
景山義春
演 ‐ 渡辺裕之

## スタッフ
- 原作・脚本 - 飯田譲治
- 音楽 - 原田智英
- 主題歌 - さかいゆう
  - 「闇夜のホタル feat. 日野皓正」（第1弾）
  - 「SLOW DISCO」（第2弾）
- 制作統括 - 篠原圭（NHKコンテンツ開発センター）（第1弾）、谷口卓敬（第2弾）、梅川治男（ステューデイオ スリー）
- プロデューサー - 武石宏登
- 演出 - 飯田譲治
- 制作・著作 - NHK、ステューディオ スリー
- タイトル - 下山天 + ニック・スミス

## 放送日程
アイアングランマ
| 各話   | 放送日        | サブタイトル            | ラテ欄[3]       |
| ------ | ------------- | ----------------------- | --------------- |
| 第1話  | 2015年1月10日 | ソルト&シュガー（前編） | 最強コンビ誕生! |
| 第2話  | 1月17日       | ソルト&シュガー（後編） |                 |
| 第3話  | 1月24日       | ピンクトラップ（前編）  |                 |
| 第4話  | 1月31日       | ピンクトラップ（後編）  |                 |
| 第5話  | 2月07日       | 裏と表（前編）          |                 |
| 最終話 | 2月14日       | 裏と表（後編）          |                 |

アイアングランマ2
| 各話   | 放送日        | サブタイトル      | ラテ欄[3]                          |
| ------ | ------------- | ----------------- | ---------------------------------- |
| 第1話  | 2018年6月03日 | 密輸ルートを追え! | 主人公は特殊捜査官! 最強コンビ再び |
| 第2話  | 6月10日       | タイタンの使い    | 深まる謎! 事件の真相を暴け!        |
| 第3話  | 6月17日       | 罠                | テロ資金を止めろ! 急展開の第3回    |
| 第4話  | 6月24日       | 敗者は誰?         | 事件は終結するか? そのとき彼女は…  |
| 第5話  | 7月01日       | 百万年の誓い      | 渦巻く謀略の物語! 悪の構図を見抜け |
| 最終話 | 7月08日       | 明日は何処に?     | 果たして平和は戻るのか? 最終回!    |

## 関連商品
ノベライズ
- 飯田譲治 アイアングランマ（2014年12月11日、双葉文庫、協力：梓河人、ISBN 978-4-575-51743-9）

## 参照
- ANORÉ INC. 木乃江祐希
- 木乃江祐希
- HIRATA Beans 二宮慶多
- 林田麻里の日々
- FLIP UP 吉家章人
- HIRATA OFFICE CO.,LTD. コトウロレナ
- 康喜弼オフィシャルブログ
- 大塚ヒロタ Offical Blog
- 尾藤亜衣
- 研音トピックス 2015.1.29